# Bitka kod Karkemiša
Bitka kod Karkemiša je bio odlučujući sukob koji se godine 605. pr. Kr. zbio između savezničke egipatsko-novoasirske i novobabilonske vojske te uspostavio babilonsku prevlast nad Starim Istokom.

## Pozadina
Godine 612. pr. Kr. su združene snage babilonskog kralja Nabopolasara i Medijaca osvojile asirsku prijestolnicu Ninivu. Ostatci asirske vojske su se povukli u grad Harran gdje se kraljević Ašur-ubalit proglasio kraljem. Iako je bio dugogodišnji neprijatelj Asiraca, egipatski faraon Psametik I. im je odlučio priskočiti u pomoć, smatrajući kako će tako spriječiti Babilonce ispuniti prazninu nastalu propašću Asirskog Carstva, odnosno omogućiti Egiptu steći nadzor nad Levantom i ponovno postati supersilom.
Njegovu politiku je nastavio sin Neho, koji je kao faraon 609. pr. Kr. poduzeo veliki pohod radi razbijanja babilonske opsade Harana. Egipatska vojska je stigla prekasno za spasiti grad, ali se zato asirski garnizon sklonio u Karkemiš, koji je postao glavno i strateški izuzetno važno egipatsko uporište.
Babilonci su iste godine osvojili Kumukh, grad koji je nalazio na glavnoj opskrbnoj ruti za Karkemiš. Zbog toga je Neho sljedeće godine pokrenuo novi pohod i osvojio Kumukh te pogubio babilonski garnizon. Nabopolasar je, pak, pokrenuo novi pohod i postavio svoju vojsku kod Qurumatija na Eufratu, ali je u siječnju 606. pr. Kr. bio prisiljen zbog slabog zdravlja vratiti se u Babilon. Njegovu vojsku bez vođe su Egipćani napali i porazili. 

## Tijek bitke
Sljedeće godine je Nabopolasar prikupio još jednu veliku vojsku, ali je njeno čelo postavio svog sina Nabukodonosora. Mladi kraljević se, po svemu sudeći, pokazao daleko uspješnijim vojskovođom od svog oca. Babilonske kronike navode kako je babilonska vojska uspjela prijeći Eufrat i iznenada napasti egipatsku vojsku. Egipćani su bili iznenađeni i dali se u sveopći bijeg. Nabukodonosor se dao u potjeru te je dio te vojske uspio sustići i uništiti u bitci kod Hamatha.

## Posljedice
U bitci kod Karkemiša su nestali posljednji ostatci asirske vojske, a s njima i asirske države. Kolaps egipatske vojske je doveo do kraha Nehovih planova da od Egipta ponovno načini supersilu, a sva područja Levanta su pala pod babilonsku vlast, s time da su Babilonci došli na samu granicu Egipta, a četiri godine kasnije pokušali osvojiti i sam Egipat.
Iako taj pokušaj nije uspio, Babilon se ovom bitkom nametnulo kao najmoćnija država Starog Istoka, odnosno na svijetu, a taj će status održati sljedećih pola stoljeća.